# Maxibasket
Il maxibasket (in inglese maxibasketball) è il movimento di giocatori in età avanzata che pratica la pallacanestro agonistica.
Strutturate su fasce di cinque anni in cinque anni che vanno dagli Over-30 agli Over-80, annualmente sono organizzate competizioni nazionali e internazionali, fino al Campionato mondiale di categoria. A livello internazionale, le competizioni sono gestite dalla FIMBA (International Maxibasketball Federation), che opera dal 1991; l'attuale presidente è l'argentino Ruben Rodriguez Lamas.

## Storia
Il maxibasket è nato nel 1969 in Argentina, dove è stata fondata la Argentinean Basketball Veteran Union. La prima competizione internazionale è del 1978, con il campionato sudamericano organizzato sotto l'egida del Consubasquet, la sezione sudamericana di FIBA Americas. Il 21 agosto 1991 è stata fondata la FIMBA e nello stesso anno si è disputato il primo Campionato mondiale.
Il primo Campionato europeo si è tenuto a Riga nel 2000 e la competizione si tiene ogni due anni.
Dopo i mondiali 2019, gli Stati Uniti sono il Paese con più medaglie d'oro nei Mondiali, 32 su 55 medaglie totali; il Brasile ne ha conseguite 70 in totale, di cui 24 d'oro. A livello europeo, la Russia ha conquistato 87 medaglie, di cui 39 d'oro.